# Faustina Bordoni

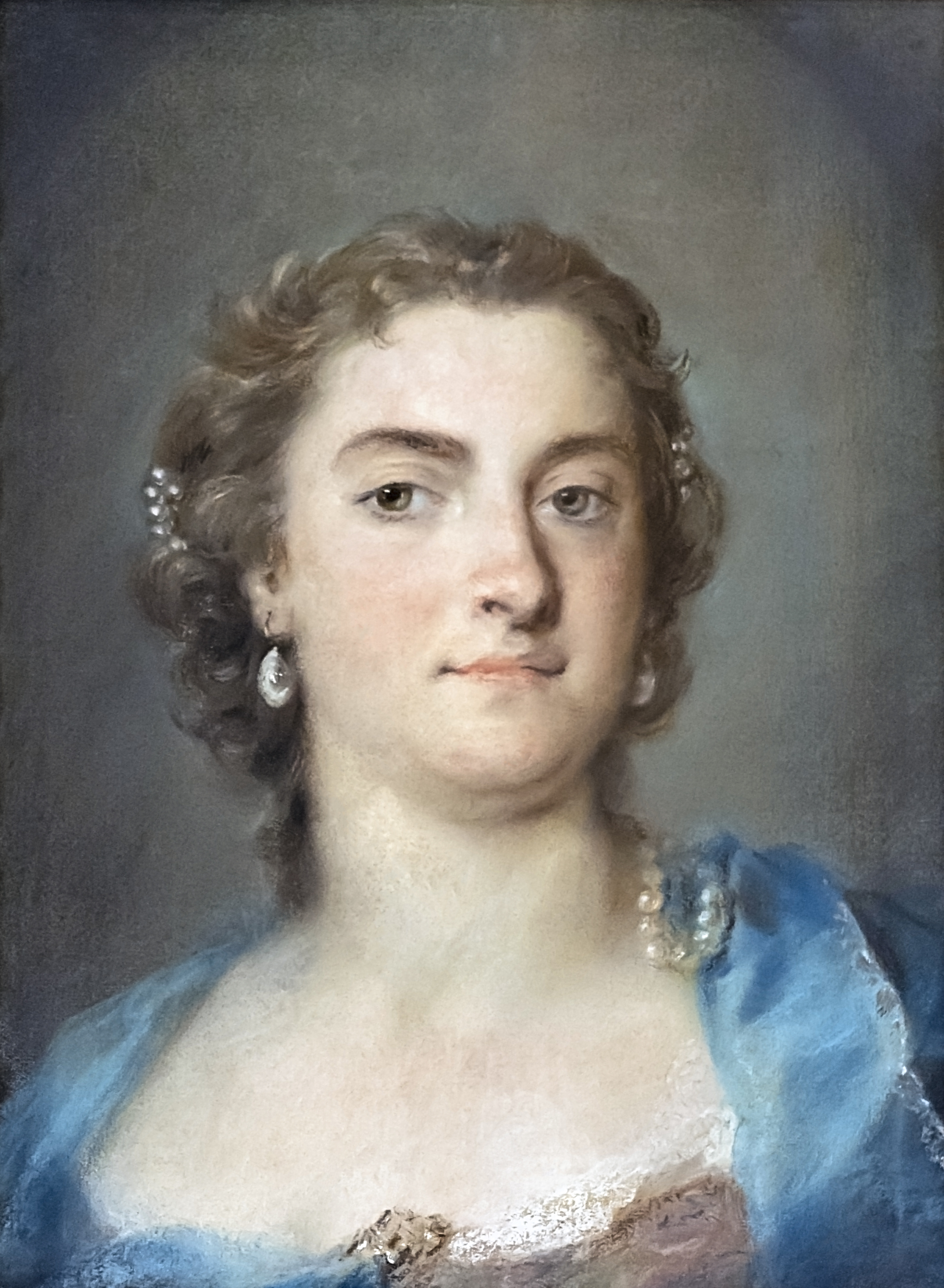
Faustina Bordoni, Pastellbildnis von Rosalba Carriera (Ca’ Rezzonico, Venedig)

Faustina Bordoni (oft nur la Faustina oder Signora Faustina; * 30. März 1697 in Venedig; † 4. November 1781 in Venedig) war eine italienische Opernsängerin (Mezzosopran) und Musikkritikerin in Dresden.
Sie arbeitete unter anderem mit Georg Friedrich Händel in London und war seit 1730 mit dem schon designierten sächsischen Kapellmeister Johann Adolph Hasse verheiratet. Von da an firmierte sie in den Dresdner Libretti als Faustina Hasse, sowie in italienischen Produktionen als Faustina Bordoni-Hasse und wurde auch Faustina Hasse-Bordoni genannt.

## Leben

### Jugend (1697–1725)
Faustina Bordoni kam in Venedig zur Welt, ihre Eltern waren der Kammerdiener Pietro Bordon und dessen Frau Santina. Ihre Schwester Laura begleitete sie später häufig auf ihren Reisen durch die Opernhäuser Italiens.
Über Faustinas musikalische Ausbildung gibt es keine gesicherten Kenntnisse. Der teilweise in älteren Quellen als ihr Lehrer angegebene Michelangelo Gasparini ist erst für den relativ späten Zeitpunkt von 1724 als ihr Gesangslehrer oder Berater nachgewiesen. Verschiedene Quellen geben auch den bekannten Kastraten Antonio Bernacchi als ihren Lehrer an, das ist jedoch nicht sicher dokumentiert. Wohl durch eine adelige Mäzenin namens Isabella Renier Lombria wurde Faustina früh mit dem Komponisten Benedetto Marcello bekannt, der eventuell einer ihrer Lehrer war und sie in seinen privaten Konzerten auftreten ließ. In der älteren Literatur wurde gemutmaßt, dass Faustina die Geliebte von Benedettos älterem Bruder Alessandro war, aber mittlerweile ist klar, dass es sich bei der Faustina, die dieser in einigen Epigrammen erwähnt, wahrscheinlich um die Schwester des Malers Carlo Maratta handelte.
Woyke berichtet für den März 1714 von einem kurzzeitigen Gefängnisaufenthalt (!) der Bordoni aus nicht bekannten Gründen.

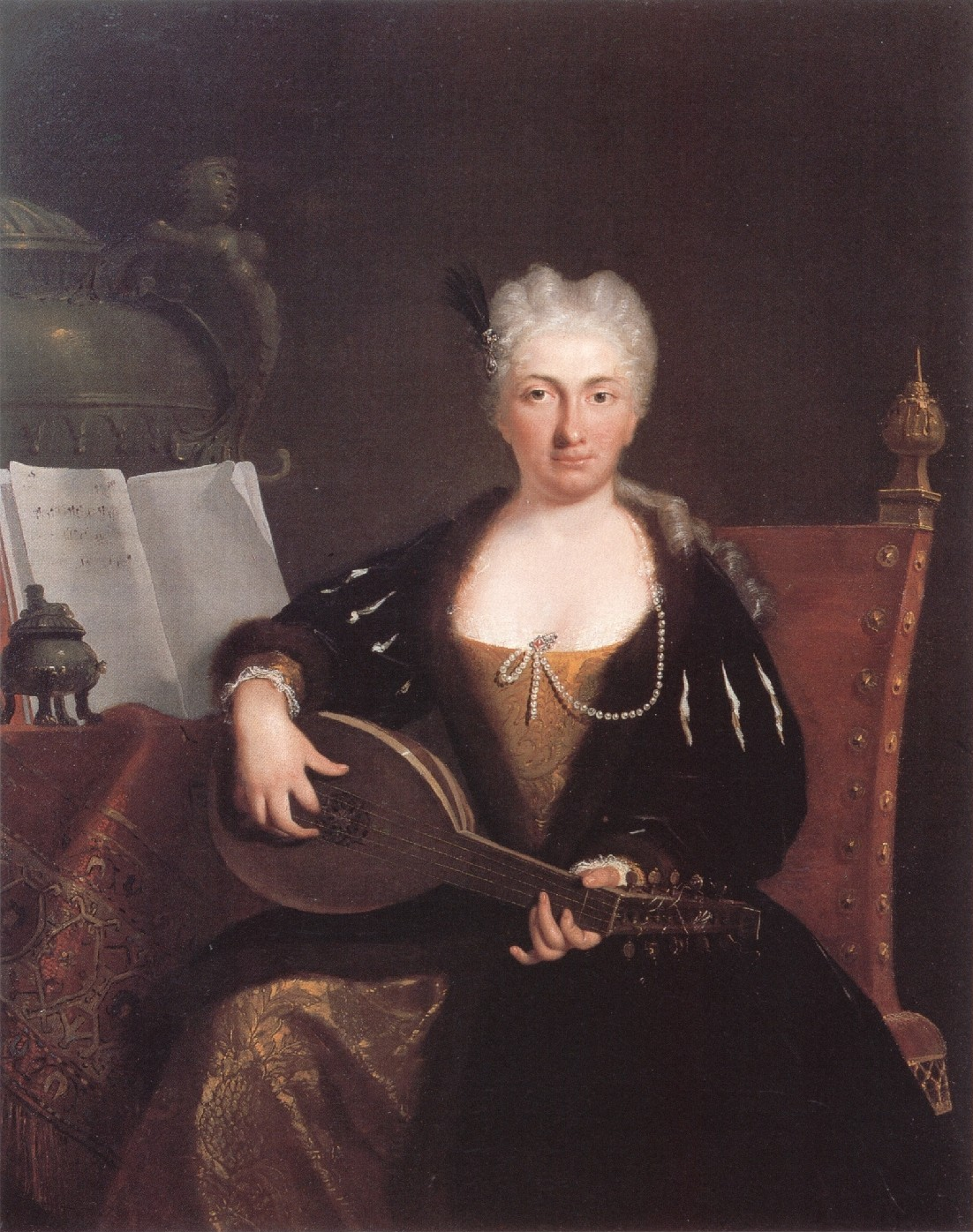
Faustina Bordoni, von Bartolomeo Nazari

Ihr Operndebüt hatte sie vermutlich im November 1716 im bedeutenden Teatro San Giovanni Grisostomo als Dalinda in Carlo Francesco Pollarolos Ariodante, neben der berühmten Marianna Benti Bulgarelli, die auch in Antonio Lottis Alessandro Severo (UA: 17. Januar 1717) ihre Partnerin war.
Am San Giovanni Grisostomo trat Faustina Bordoni von 1718 bis 1720 auch häufig neben der Sopranistin Francesca Cuzzoni auf, die Jahre später in London ihre „Rivalin“ werden würde.  Die beiden sangen u. a. gemeinsam in Pollarolos Ariodante (November 1718), in Orlandinis Ifigenia in Tauride (UA: 21. Januar 1719), in Antonio Pollarolos Lucio Papirio dittatore (UA: 26. Dezember 1720) und in Orlandinis Nerone (UA: 11. Februar 1721). Benedetto Marcello hat die beiden jungen Sängerinnen dabei offenbar gehört, denn er erwähnt sie in seiner Kantate „Carissima Figlia“ namentlich und charakterisierte sie dabei durch für ihren jeweiligen Stimmumfang und Gesangsstil typische musikalische Phrasen: Die Cuzzoni mit einer ziselierten Melodie in c-moll mit dem hohen Umfang von g bis as’’, und die Bordoni in B-Dur in einem mittleren Umfang von f bis es’’.
Daneben trat Faustina an diversen anderen italienischen Bühnen auf, in Modena, Bologna, Reggio, Neapel und Florenz, unter anderem in Werken von Antonio Bononcini, Antonio Lotti, Francesco und Marc’Antonio Gasparini, Giovanni Maria Orlandini und Leonardo Vinci.
Im März 1722 gab sie private Konzerte in Rom, und 1723–1724 folgte sie einer Einladung nach München, wo sie in Opern des Hofkomponisten Pietro  Torri auftrat, unter anderem in dessen Griselda, neben Bernacchi und Filippo Balatri.
Dass sie zu dieser Zeit bereits einen ersten Gipfel des Ruhmes erreicht hatte, zeigt die Tatsache, dass man ihr 1724 in Florenz drei Medaillen widmete, was etwa zwanzig Jahre zuvor auch schon Vittoria Tarquini erlebt hatte. In Anspielung an den antiken Mythos vom bestrickenden Gesang der Sirenen wurde die Bordoni auf einer dieser Medaillen als „la nuova sirena“  bezeichnet.
Von Sommer 1725 bis Frühling 1726 war sie in Wien und sang zum Geburtstag der Kaiserin die Titelrolle in Antonio  Caldaras Semiramide in Ascalona, und in Opern von Johann Joseph  Fux. Ihr eilte bereits ein sagenhafter Ruf voraus und Kaiser Karl VI. soll sie laut Mattheson als „dieses große Weltwunder“ bezeichnet und ihr angeblich die horrende Summe von 15 000 Gulden gezahlt haben.

### England (1726–1728)

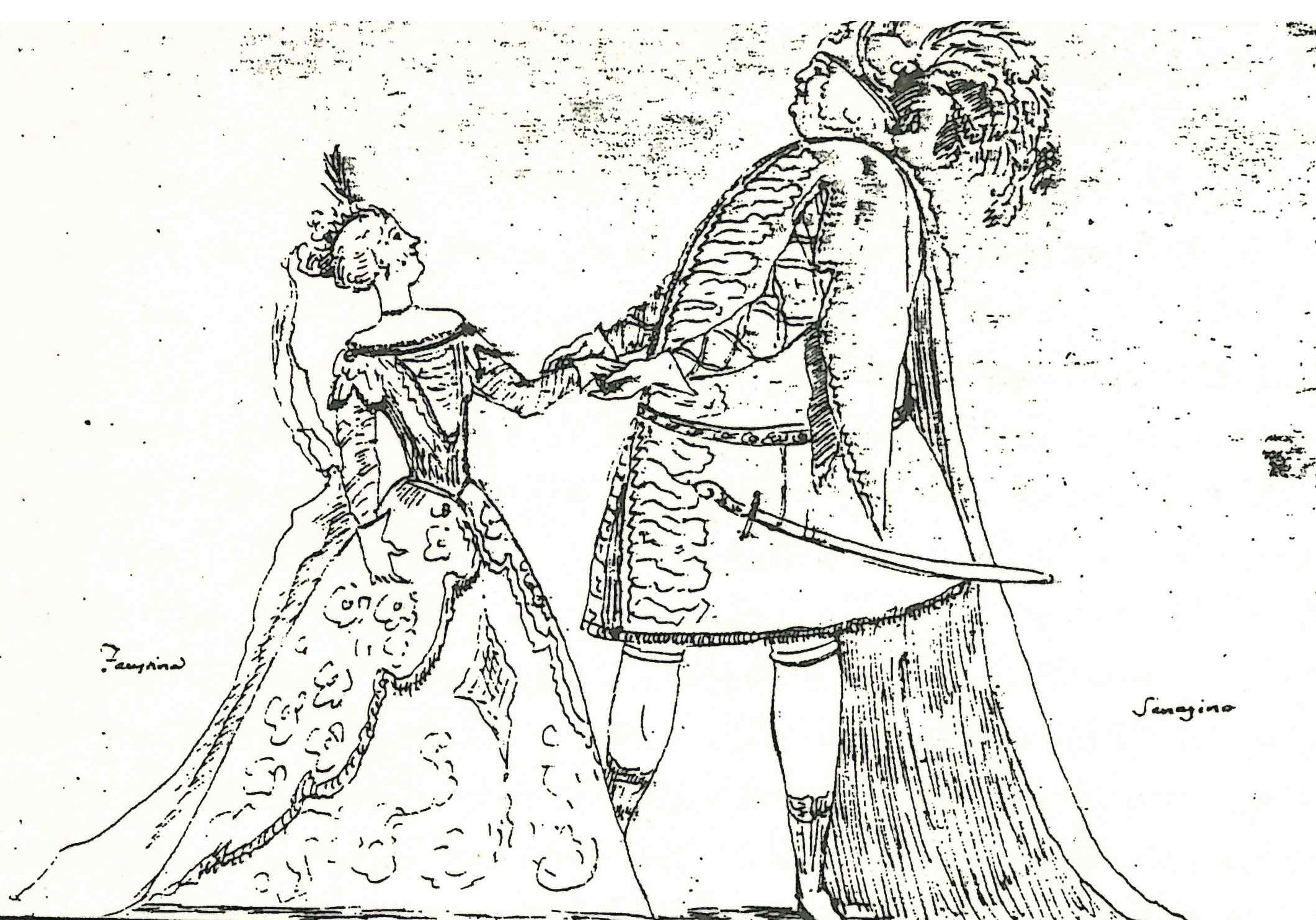
Faustina Bordoni und Senesino auf der Bühne, Karikatur von Anton Maria Zanetti (Venedig 1729)

1726 ging sie für ein Honorar von 3000 Pfund im Jahr nach London. Ihr Debüt am King’s Theatre hatte sie am 5. Mai als Rossane in Georg Friedrich Händels Oper „Alessandro“, neben dem berühmten Altkastraten Senesino und Francesca Cuzzoni, die beide bereits Lieblinge des englischen Publikums waren. Da Faustina Bordoni als Sängerin zu bedeutend und bereits ein zu großer Star war, um sie nur als seconda donna einzusetzen, schrieb Händel in seinen neuen Opern bis 1728 jeweils zwei gleichwertige Primadonnen-Rollen für die Cuzzoni und für die Bordoni – die im Übrigen sowohl stimmlich als auch vom Gesangsstil sehr verschieden waren. Faustina Bordoni sang 1727 die Partien der Alcestis in Admeto und der Pulcheria in Riccardo Primo, und 1728 die Emira in Siroe und die Elisa in Tolomeo (1728). Sie trat außerdem in einer Wiederaufnahme seines Radamisto auf. Händel soll nach eigenen Aussagen gerne mit ihr zusammengearbeitet haben.
Außerdem sang sie in den Opern Lucio Vero und Teuzzone von Attilio Ariosti, sowie in Giovanni Bononcinis Astianatte.
Die Tatsache, dass es zwei Primadonnen im Opernensemble gab, spaltete das Londoner Publikum in zwei Parteien, und die Rivalisierung der beiden Sängerinnen führte dazu, dass man sie häufig in Anspielung an ein populäres englisches Theaterstück von Nathalie Lee als the Rival Queens bezeichnete. In Bononcinis Astianatte kam es deswegen am 6. Juni 1727 zu so heftigen Ausschreitungen „mit Zischen und Buh-Rufen“, dass die Vorstellung vorzeitig abgebrochen werden musste (Lord Harvey, Brief vom 13. Juni 1727). Im Gegensatz zu einem Teil der Literatur, wo behauptet wird, es sei dabei auch zwischen den beiden Sängerinnen zu Handgreiflichkeiten gekommen, gibt es laut Woyke „keinen Hinweis“ darauf, „dass Faustina Bordoni und Francesca Cuzzoni sich auf offener Bühne angegriffen hätten“. Die Rivalität der beiden Primadonnen wurde auch in der berüchtigten Beggar’s Opera von John Gay und Johann Christoph Pepusch von 1728 thematisiert.

### Italien (1728–1731)
Nach dem finanziellen Zusammenbruch der Royal Academy of Music kehrte Faustina nach Italien zurück und sang in Venedig, Parma, Turin, Mailand und in München.

Dabei war Senesino noch einige Male ihr Bühnenpartner, so in Venedig im Teatro San Cassiano in Geminiano Giacomellis Oper Gianguir (UA: 27. Dezember 1728) und in Orlandinis Adelaide (UA: 8. Februar 1729); und auch in Turin in Siroe von Andrea Stefano Fiorè (UA: 26. Dezember 1729) und in Nicola Porporas Tamerlano (UA: Karneval 1730).
Einer dieser Auftritte wurde von dem Künstler Anton Maria Zanetti in einer Karikatur festgehalten (siehe Abb. oben).
Besonders erwähnenswert sind auch Bordonis Auftritte als Primadonna neben dem berühmten Sopranisten Carlo Broschi genannt „Farinelli“, im Frühling 1729 in Parma in Giacomellis Lucio Papirio dittatore und in Turin im Karneval 1731, in Porporas Poro und in der Oper Ezio von Riccardo Broschi (Farinellis Bruder).

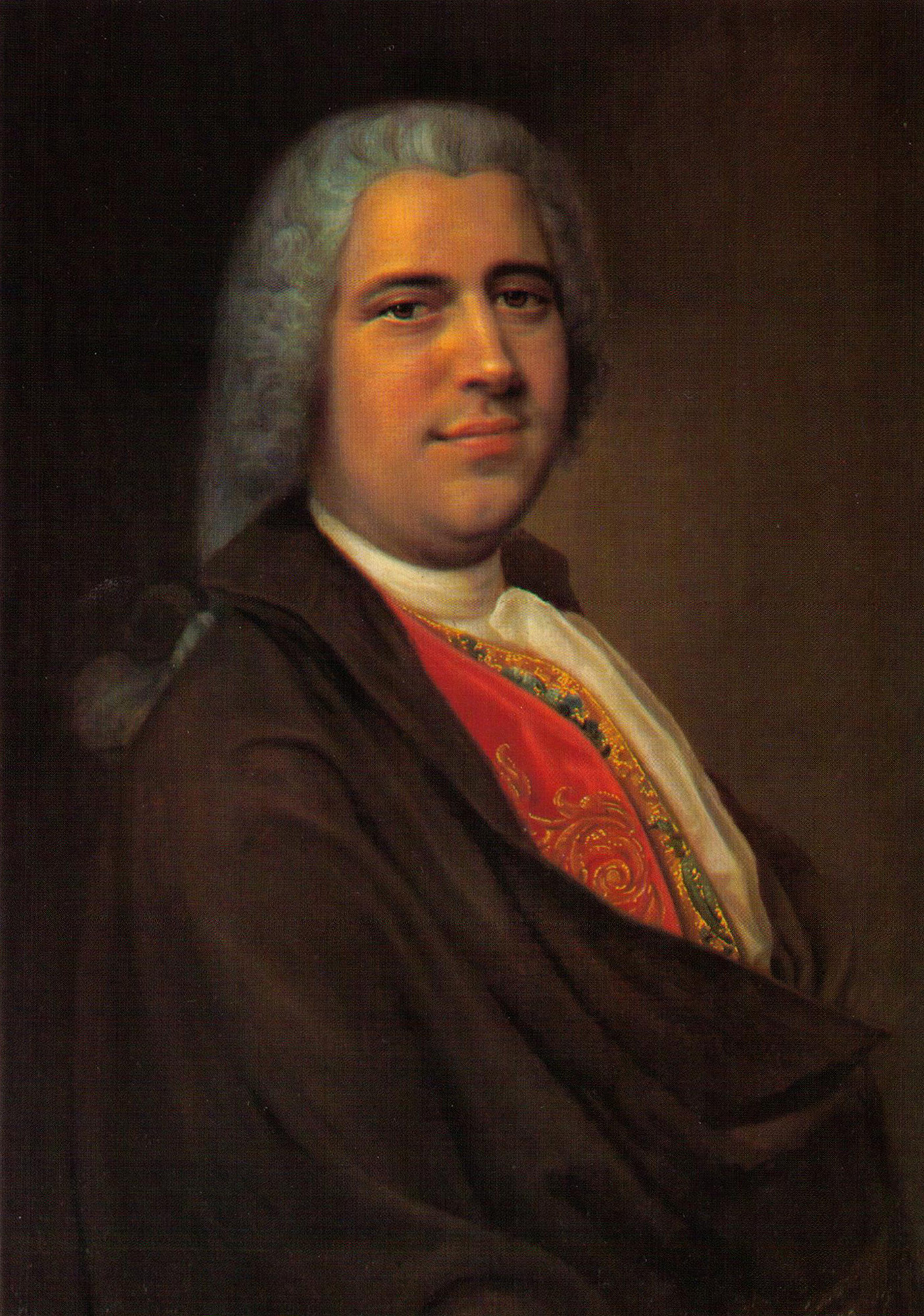
Johann Adolph Hasse, Porträt von Balthasar Denner, ca. 1740

### Muse und Frau von Johann Adolph Hasse
1730 kam es zu einer entscheidenden Begegnung im Leben von Faustina Bordoni, als sie im venezianischen Teatro San Samuele die Titelrolle in der Oper Dalisa (UA: Mai 1730) des deutschen Komponisten Johann Adolph Hasse sang, einem der bedeutendsten Protagonisten eines neuen, aus Neapel importierten, „galanten“ Rokokostils in der Musik. Es blieb nicht nur bei einer Zusammenarbeit und die beiden heirateten am 20. Juli desselben Jahres in Venedig – heimlich, weil die Braut bereits schwanger war. Die beiden hatten drei Kinder: Maria Gioseffa (genannt Peppina; 1730–1811), Maria Cristina (1733–1807) und Francesco Maria (1735/36–1795).
Mit Hasse zusammen ging sie 1731 zum ersten Mal an die sächsische Hofoper in Dresden, wo sie in seiner Cleofide (UA: 13. September 1731) große Erfolge feierte. Wahrscheinlich saß im Publikum auch Johann Sebastian Bach, der nur einen Tag nach der Premiere ein Konzert an der Silbermann-Orgel der Dresdner Sophienkirche spielte, wo die Bordoni ihn wohl gehört haben muss, denn alle Hofmusiker und Virtuosen waren anwesend.
Im darauffolgenden Karneval war sie zurück in Venedig, mit Auftritten in Giacomellis Epaminonda (26. Dezember 1731) und als Cleonice in Hasses Demetrio (10. Februar 1732).
Für ihre Auftritte im Teatro San Bartolomeo in Neapel im Herbst 1732 in Hasses Issipile wurde Faustina mit sagenhaften 3300 Dukaten entlohnt. Während dieses Aufenthaltes, im November desselben Jahres, wurde Neapel durch ein Erdbeben erschüttert, das der schwangeren Sängerin einen gehörigen Schrecken einjagte.
Ab 1734 war das Ehepaar Hasse dauerhaft in Dresden engagiert, wofür sie zusammen die enorme Summe von 6000 Reichstalern im Jahr erhielten. Bis 1751 sang die Bordoni die weibliche Hauptrolle in 23 Opern ihres Mannes, sowie in Oratorien und Konzerten.

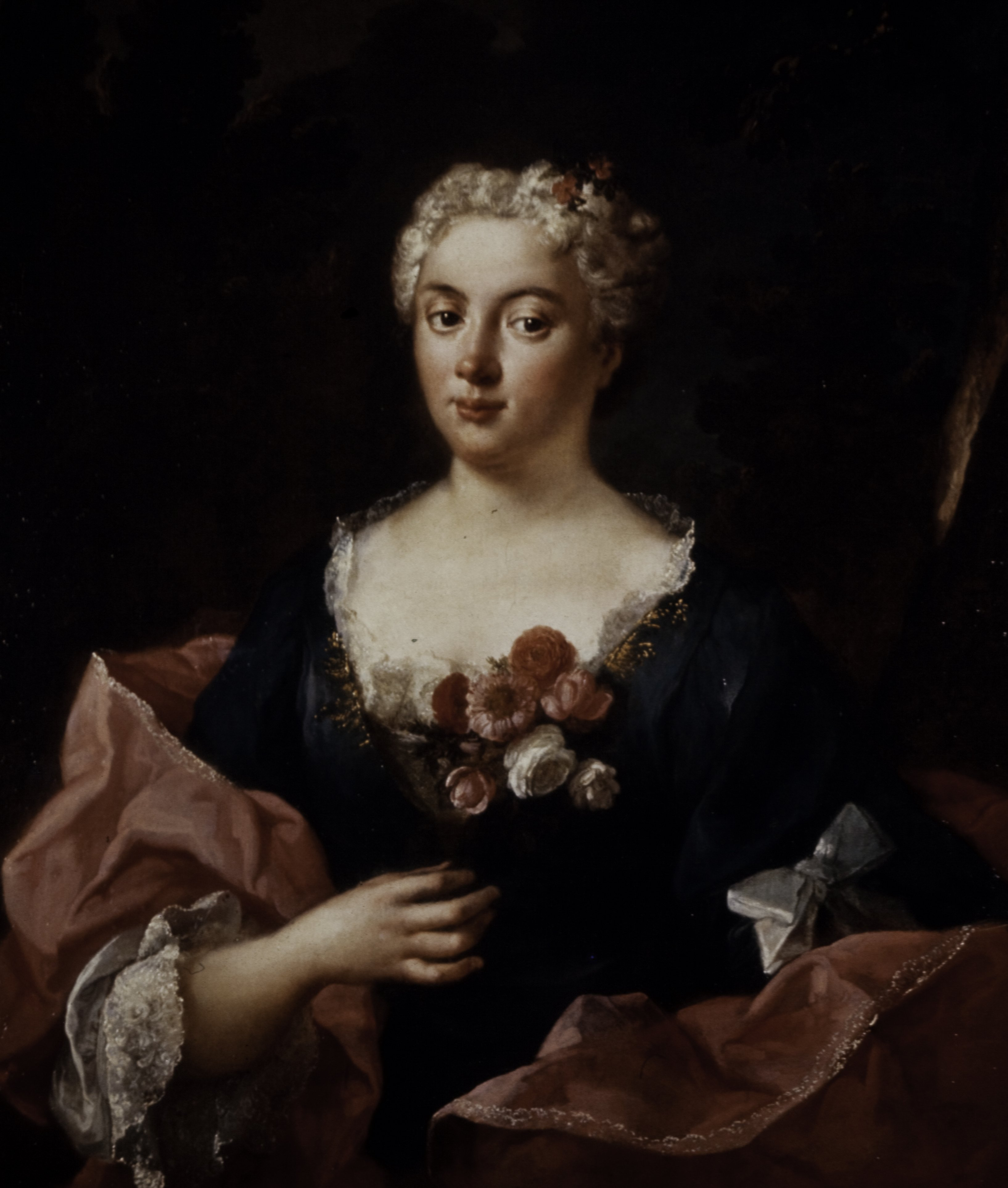
Porträt der Faustina Bordoni von Ludovico Mazzanti, 1738–1740, Institute of Arts, Minneapolis

Das Dresdener Engagement wurde nur einige Male unterbrochen, wenn sie zu Opernauftritten nach Italien reiste, bei denen sie meistens für die Werke ihres Ehemannes eintrat. Beispielsweise sang sie 1735 in Pesaro die Vitellia in Hasses Vertonung von La clemenza di Tito (UA: 24. September 1735), unter anderem neben Giovanni Carestini und dem Tenor Angelo Amorevoli.

1738–1739 reiste sie zu Opernauftritten in ihre Heimatstadt Venedig und sang am San Giovanni Grisostomo die Partie der Aristea in Pergolesis L' olimpiade und die Titelrolle in der Uraufführung von Hasses Viriate (24. Januar 1739).
Bei dieser Gelegenheit hörte sie 1739 der französische Reisende Charles de Brosses, der allerdings bereits erste Anzeichen eines stimmlichen Verfalls registrierte: „Die Faustina singt im großen Stil und mit charmanter Leichtigkeit, aber ihre Stimme ist nicht mehr jung.“ („…la Faustina chante d'un gran goût et d’un légèreté charmante, mais ce n’est pas plus une voix neuve“).
Friedrich der Große dagegen war noch 1742 von (französ.) „la Faustine“ entzückt, als er sie während eines Besuchs am Dresdner Hof in Hasses Lucio Papirio dittatore hörte, in der Rolle der Papiria.

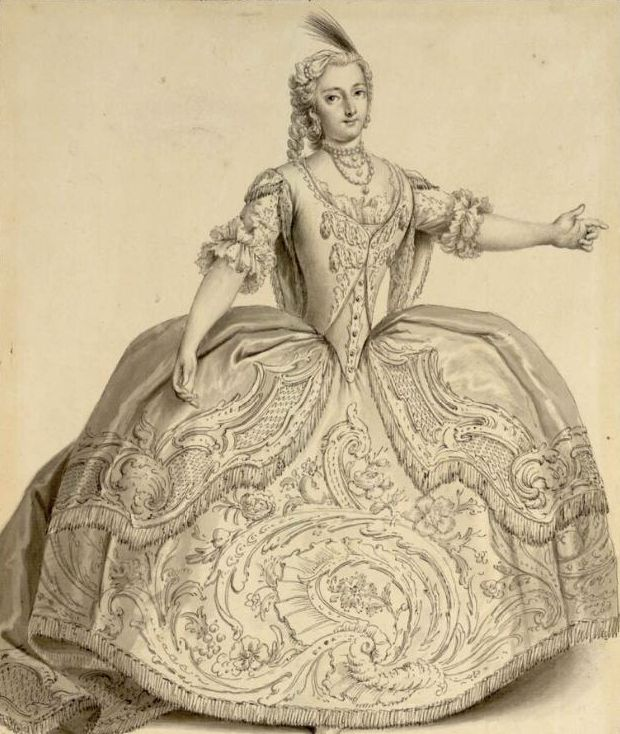
Kostümentwurf für Faustina Bordoni als Berenice in Johann Adolph Hasses Antigono (UA: 20. Januar 1744, Hoftheater Dresden)

Bis 1747 war sie als Primadonna der Dresdner Hofoper unumstritten. Wegen der fortschreitenden Alterung ihrer Stimme suchte der Hof zu dieser Zeit nach einer Nachfolgerin, die in der Sopranistin Regina Mingotti gefunden wurde. Obwohl diese vorerst nur als zweite Sängerin engagiert wurde, kam es in kürzester Zeit zu erbitterten Streitigkeiten zwischen den beiden, über die Briefe Metastasios und Pisendels Auskunft geben. Erst 1750 wurde der Zwist beigelegt, da Mingotti ein Jahr lang nach Neapel engagiert wurde.
Im selben Jahr reiste das Ehepaar Hasse gemeinsam nach Paris, vor allem um die Dauphine Maria Josepha, eine Tochter des sächsischen Kurfürsten, zu besuchen und zu unterhalten. Sie wurden ungewöhnlicherweise bei Hofe untergebracht und Alles drehte sich um Faustina, obwohl sie nun stimmlich nicht mehr wirklich auf der Höhe war.
1751 in Dresden nahm sie ihren Abschied von der Bühne, in Hasses Oper Ciro riconosciuto und in seinem Oratorium I Pellegrini, neben dem anscheinend bereits todkranken Sopranisten Felice Salimbeni. Sie erhielt eine Pension von 3000 Talern. Die Mingotti wurde nur bis 1752 ihre Nachfolgerin, danach wurde Teresa Albuzzi-Todeschini als Dresdner Primadonna engagiert.
Nach dem Siebenjährigen Krieg wurde die Dresdner Hofoper geschlossen. Durch einen bei der Beschießung Dresdens ausgebrochenen Brand verloren Bordoni und ihr Ehemann Johann Adolph Hasse einen großen Teil ihrer Habe, außerdem sah sich der Dresdner Hof gezwungen, ihre Pension zu streichen. Sie gingen 1760 nach Wien, wo sie mit ihrem Sohn und zwei Töchtern einige Jahre mindestens bis 1772 lebten. In jenem Jahr erhielten sie Besuch von Charles Burney, der an einem Hauskonzert der beiden Hasse-Töchter teilnahm und offenbar den Wunsch äußerte, dass auch die 75-jährige Ex-Diva Faustina für ihn singe (!), aber diese antwortete nur: „Ah non posso. Ho perduto tutti le mie facoltà.“ („Ah, das kann ich nicht. Ich hab’ alle meine Fähigkeiten verloren“).
Etwa 1773 siedelte die Familie Hasse nach Venedig über.
Dort starb Faustina Bordoni im Alter von 84 Jahren am 4. November 1781. Sie wurde in der Kirche San Marcuola beigesetzt.
Faustina Bordonis Aussehen ist durch eine Reihe von Porträts überliefert, darunter mehrere Pastellbildnisse von der Hand der venezianischen Malerin Rosalba Carriera (u. a. in Galerie Alte Meister, Dresden; Museo Correr, Venedig) und eine Karikatur von Pier Leone Ghezzi (Biblioteca Apostolica Vaticana, Rom).

## Stimme, Gesang und schauspielerische Leistung

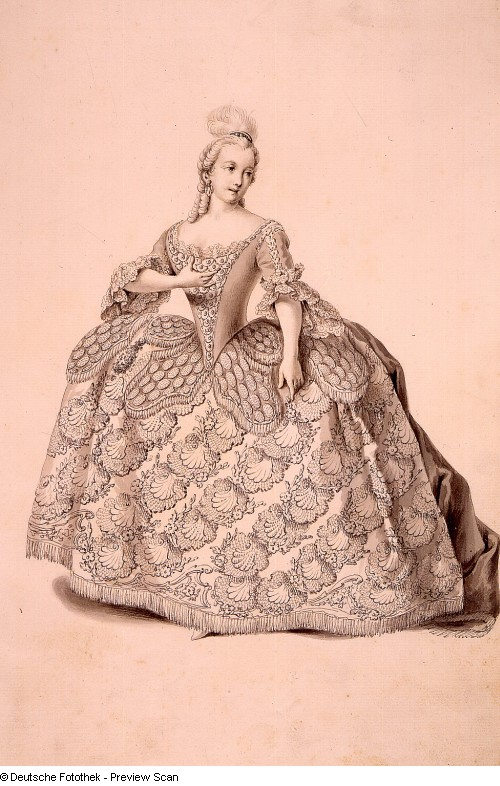
Kostümentwurf für Faustina Bordoni als Attilia in Hasses Attilio Regolo (UA: 12. Januar 1750, Hoftheater Dresden)

Faustina Bordoni war eine der bedeutendsten Sängerinnen des 18. Jahrhunderts. Sie gilt im Allgemeinen als Mezzosopran, jedoch lässt sich bei den Partien, die Händel (1726–1728) und Hasse (1730–1751) für sie schrieben, ein deutlich hörbarer Unterschied in der Lage der Stimme feststellen: Das Hauptgewicht der Stimme liegt bei Händel noch zwischen g’ und g’’, später bei Hasse jedoch etwa um eine Terz tiefer. In der Tiefe verlangte Hasse von seiner Frau zum ersten Mal 1737 explizit ein tiefes h und b, und 1740 zum ersten Mal ein a. Dies deutet darauf hin, dass Bordonis Stimme zunächst noch eher zum Sopran tendierte, – der im Barock ohnehin selten über g’’ oder a’’ geführt wurde – aber mit der Zeit etwas absank. Gründe dafür könnten nicht nur im häufigen Gebrauch und Altern der Stimme liegen, sondern auch in den drei kurz aufeinanderfolgenden Schwangerschaften und Geburten zwischen 1730 und 1735 (siehe oben).
Die Bordoni galt und gilt ähnlich wie Farinelli als eine der Protagonisten einer neuen Art von Virtuosität, die eher instrumental, als (typisch) vokal ist. Der Gesangsspezialist Giovanni Battista Mancini hob Faustina Bordonis perfekte Atemtechnik und -stütze hervor und ihre außergewöhnliche und neuartige Virtuosität, besonders bei der Ausführung von Sextolen und Triolen, die im Belcanto als besonders schwierig gelten, und eines „trillo granito“.
Ähnlich wie Benedetto Marcello schon 1718/1719 ihren Gesangsstil mit einer Phrase in Dur charakterisierte (siehe oben), komponierte auch Georg Friedrich Händel 1726–1728 für Faustina meistens Arien in Dur, die eher verspielt und wie Konzertsätze wirken und sich weniger durch tiefe Gefühle oder elegische Melodik auszeichnen als die Arien, die er für Francesca Cuzzoni oder für Senesino im bis dahin modernen (und für Händel typischeren) „pathetischen Stil“ schrieb (häufig in Moll). Faustina Bordonis früh ausgeprägte Vorliebe für Dur-Tonarten spiegelt sich natürlich auch in dem galanten Rokokostil ihres Mannes Johann Adolph Hasse.
Johann Joachim Quantz hob Faustina Bordonis ungewöhnliche Fähigkeit zu schnellen Tonrepetitionen hervor und beschrieb in seinem Lebenslauf von ihm selbst entworfen, ihre Stimme, Gesang und schauspielerische Fähigkeiten wie folgt:

„Die Faustina hatte eine zwar nicht allzu helle, doch aber durchdringende Mezzosopranstimme, deren Umfang sich damals vom ungestrichenen b nicht viel über das zweygestrichene g erstreckte, nach der Zeit aber sich noch mit ein paar Tönen in der Tiefe vermehret hat. Ihre Art zu singen war ausdrückend und brillant (un cantar granito). Sie hatte eine geläufige Zunge, Worte geschwind hintereinander und doch deutlich auszusprechen, eine sehr geschickte Kehle, und einen schönen und sehr fertigen Trillo, welchen sie, mit der größten Leichtigkeit, wie und wo sie wollte, anbringen konnte. Die Passagien mochten laufend oder springend gesetzt seyn oder aus vielen geschwinden Noten auf einem Tone nacheinander bestehen, so wußte sie solche in der möglichsten Geschwindigkeit so geschickt heraus zu stossen, als sie immer auf einem Instrumente vorgetragen werden können. Sie ist unstreitig die erste, welche die gedachten, aus vielen Noten auf einem Tone bestehenden Passagien im Singen, und zwar mit bestem Erfolge, angebracht hat. Das Adagio sang sie mit vielem Affect und Ausdrucke; nur mußte keine allzu traurige Leidenschaft, die nur durch schleiffende Noten oder ein beständiges Tragen der Stimme ausgedrücket werden kann, darinne herrschen. Sie hatte ein gutes Gedächtnis in den willkührlichen Veränderungen und eine scharfe Beurtheilungskraft, um den Worten, welche sie mit der größten Deutlichkeit vortrug, ihren gehörigen Nachdruck zu verleihen. In der Action war sie besonders stark; und weil sie der Vorstellungskunst, oder, mit Herrn Mattheson zu reden, der Hypokritik, in einem hohen Grade mächtig war, und nach Gefallen, was für Minen  (sic !) sie nur wollte annehmen konnte, kleideten sie so wohl die ernsthaften als verliebten und zärtlichen Rollen gleich gut: Mit einem Worte, sie ist zum Singen und zur Action gebohren.“

### Lexikon-Artikel
(chronologisch)
- Faustina Hasse, in: Allgemeine(n) Encyklopädie der Wissenschaften und Künste in alphabetischer Folge, hrsg. von J.S. Ersch und J.G. Gruber, Zweite Section (H–N), Teil 3 (Haarich Hebung). Leipzig: Gleditsch 1828, S. 91–93
- Constantin von Wurzbach: Hasse, Faustina. In: Biographisches Lexikon des Kaiserthums Oesterreich. 8. Theil. Kaiserlich-königliche Hof- und Staatsdruckerei, Wien 1862, S. 41 f. (Digitalisat).
- Robert Eitner: Hasse, Johann Adolf. In: Allgemeine Deutsche Biographie (ADB). Band 10, Duncker & Humblot, Leipzig 1879, S. 755–758.
- Francesco Degrada: Bordoni, Faustina, in: Dizionario Biografico degli Italiani, Volume 12, 1971, online auf Treccani (italienisch; Abruf am 11. Juli 2020)
- Wolfgang Hochstein & Saskia Woyke: Faustina Bordoni, in: MGG online, 2000/2016 (vollständiger Abruf nur mit Abonnement; gesehen am 11. Juni 2020)
- Saskia Woyke: Faustina Bordoni, Artikel auf der Website MUGI – Musik und Gender im Internet der Hochschule für Musik und Theater, Hamburg (Abruf am 6. Juni 2020)

### Fachliteratur
(alphabetisch)
- Bernd Baselt: Händel-Handbuch: Band 1, Deutscher Verlag für Musik, Leipzig 1978, S. 21, ISBN 978-3-7618-0610-4
- Marco Bizzarini: Benedetto Marcello, L’Epos, Palermo, 2006 (Italienisch)
- George T. Ferris: Faustina Bordoni. In: Great Singers. Faustina Bordoni to Henrietta Sonntag, Bd. 1. New York: Appleton, S. 7–31 (Englisch)
- Margarete Högg: Die Gesangskunst der Faustina Hasse und das Sängerinnenwesen ihrer Zeit in Deutschland. Eigenverlag, Dresden 1931, (Berlin, phil. Diss.), (gut, aber teilweise veraltet).
- Kai Köpp: Johann Georg Pisendel (1687–1755) und die Anfänge der neuzeitlichen Orchesterleitung. Schneider, Tutzing 2005, ISBN 3-7952-1140-9, (Zugleich: Freiburg (Breisgau), Univ., Diss., 2002).
- Giovanni Battista Mancini: Pensieri e riflessioni pratiche sopra il canto figurato, 1. Auflage, Ghelen, Wien, 1774, S. 21–22 (Italienisch)
- Raffaele Mellace: Johann Adolf Hasse, L’Epos, Palermo, 2004 (Italienisch)
- Panja Mücke: Johann Adolf Hasses Dresdner Opern im Kontext der Hochkultur. Laaber-Verlag, Laaber 2003, ISBN 3-89007-553-3, (Dresdner Studien zur Musikwissenschaft 4), (Zugleich: Marburg, Univ., Diss., 2000).
- A. Niggli: Faustina Bordoni-Hasse. Eine Primadonna des 18. Jahrhunderts. In: Sammlung musikalischer Vorträge. Bd. 2 (1880): S. 263–318 (auch als Separatum aus demselben Jahr)
- Isabelle Putnam Emerson: Faustina Bordoni, in: Five Centuries of Women Singers, Greenwood Publishing Group, 2005, S. 65–76, online in Auszügen als Google-Book (englisch; Abruf am 11. Juli 2020)
- Johann Joachim Quantz: Lebenslauf von ihm selbst entworfen. In: Friedrich Wilhelm Marpurg: Historisch-Kritische Beyträge zur Aufnahme der Musik. Band 1. Schütze, Berlin
- Saskia Maria Woyke: Faustina Bordoni. Biographie – Vokalprofil – Rezeption. Lang, Frankfurt am Main u. a. 2010, ISBN 978-3-631-57950-3.
- Christine Wunnicke: Die Nachtigall des Zaren – Das Leben des Kastraten Filippo Balatri, Allitera Verlag, München 2010

### Trivialliteratur
- Elise Polko: Faustina Hasse. Musikalischer Roman. 2 Bände. Schlicke, Leipzig 1860.